# Richard Howell Gleaves
Richard Howell Gleaves (* 1819 in Philadelphia, Pennsylvania; † 1907 in Washington, D.C.) war ein US-amerikanischer Politiker. Zwischen 1872 und 1876 war er Vizegouverneur des Bundesstaates South Carolina.

## Werdegang
Die Quellenlage über Richard Gleaves ist nicht sehr gut. Er wurde in Philadelphia als Sohn eines Haitianers und einer Engländerin geboren. Über seine Jugend und Ausbildung ist nichts überliefert. Er muss aber Jura studiert haben, da er später als Rechtsanwalt und Richter tätig war. Ab 1866 war er in South Carolina ansässig, wo er mit einem Partner ein Warengeschäft führte. Politisch schloss er sich der Republikanischen Partei an. Im Jahr 1870 wurde er Nachlassrichter in Charleston. Bereits zu dieser Zeit war er ein prominentes Mitglied der Freimaurer.
1872 wurde Gleaves an der Seite von Franklin Moses zum Vizegouverneur von South Carolina gewählt. Dieses Amt bekleidete er zwischen 1872 und 1876. Dabei war er Stellvertreter des Gouverneurs und Vorsitzender des Staatssenats. Ab 1874 diente er unter dem neuen Gouverneur Daniel Henry Chamberlain. Er war nach Alonzo J. Ransier der zweite Afroamerikaner in diesem Amt. 1877 wurde Gleaves Strafrichter in Beaufort. Wie lange er dieses Amt ausübte, ist nicht überliefert. Er starb im Jahr 1907 in Washington.